# Valeur absolue des écarts
En statistique, la déviation absolue moyenne (ou simplement déviation moyenne) d'un ensemble est la moyenne (ou valeur prévue) des déviations absolues par rapport à un point central d'une série statistique. C'est une statistique sommaire de dispersion ou de variabilité statistique, et elle peut être associée à toute mesure à une tendance centrale (moyenne, médiane, mode...).

## Déviation absolue
La déviation absolue d'un élément a d'un ensemble de données x par rapport à un réel x est |a – x|.
Typiquement le réel x à partir duquel la déviation est mesurée est une mesure de tendance centrale, telle que la valeur de la moyenne, d'une médiane ou d'un mode de l'ensemble de données.

## Déviations moyennes
La déviation absolue moyenne d'un ensemble {\displaystyle \{x_{1},\dots ,x_{n}\}} par rapport à un réel x  est définie par
Le choix de mesure de la tendance centrale x  a un effet marqué sur la valeur de la déviation moyenne.
Par exemple, pour l'ensemble {2, 2, 3, 4, 14}, en prenant pour mesure la moyenne, la médiane et le mode, on obtient
| Mesure de la tendance centrale | Valeur | Déviation absolue                                                           |
| Moyenne                        | 5      | {\displaystyle {\frac {\|2-5\|+\|2-5\|+\|3-5\|+\|4-5\|+\|14-5\|}{5}}=3{,}6} |
| Médiane                        | 3      | {\displaystyle {\frac {\|2-3\|+\|2-3\|+\|3-3\|+\|4-3\|+\|14-3\|}{5}}=2{,}8} |
| Mode                           | 2      | {\displaystyle {\frac {\|2-2\|+\|2-2\|+\|3-2\|+\|4-2\|+\|14-2\|}{5}}=3{,}0} |

### Déviation absolue moyenne d'une médiane
Les médianes d'un ensemble sont les valeurs qui minimisent la déviation absolue moyenne.
En particulier, la déviation absolue moyenne d'une médiane est inférieure ou égale à la déviation absolue moyenne de la moyenne et à la déviation absolue du mode.

### Déviation absolue moyenne de la moyenne
La déviation absolue moyenne de la moyenne est inférieure ou égale à l'écart type. Une façon de le prouver repose sur l'inégalité de Jensen.
La déviation absolue moyenne est la déviation absolue moyenne de la moyenne et est une action commune d'erreur prévue dans l'analyse de séries chronologiques. Bien que la déviation moyenne soit employée comme synonyme de déviation absolue moyenne, c'est en toute rigueur inexact ; stricto sensu (c’est-à-dire sans l'opération valeur absolue), la déviation moyenne de n'importe quel ensemble de données de son moyen est toujours zéro.